# Ruptawa
Ruptawa (niem. Ruptau) – dawna wieś, obecnie część Jastrzębia-Zdroju w sołectwie Ruptawa i Cisówka. W latach 1973–1975 miejscowość była siedzibą gminy Ruptawa. W 1975 roku włączono gminę Ruptawa do miasta Jastrzębie-Zdrój.
W 2019 r. liczyła 4192 mieszkańców, a powierzchnia wynosiła 1522,51 ha.

## Historia
Miejscowość po raz pierwszy wzmiankowana została w łacińskim dokumencie Liber fundationis episcopatus Vratislaviensis (pol. Księga uposażeń biskupstwa wrocławskiego), spisanej za czasów biskupa Henryka z Wierzbna ok. 1305 w szeregu wsi w okolicy Żor i Wodzisławia (ville circa Zary et Wladislaviam) zobowiązanych do płacenia dziesięciny biskupstwu we Wrocławiu, w postaci Item in Ruptava (!) debent esse triginta mansi. Zapis ten oznaczał, że wieś posiadała 30 łanów mniejszych. Jej powstanie wiąże się z przeprowadzaną pod koniec XIII wieku na terytorium późniejszego Górnego Śląska wielką akcją osadniczą (tzw. łanowo-czynszową), zakładania nowych wsi i przenoszenia starych wsi na nowe prawo (niemieckie).
Wieś politycznie znajdowała się wówczas w granicach piastowskiego (polskiego) księstwa raciborskiego, będącego od 1327 lennem Królestwa Czech. Od 1526 roku w wyniku objęcia tronu czeskiego przez Habsburgów znalazła się z kolei w monarchii Habsburgów (potocznie Austrii). W tym czasie Ruptawa należała do Wodzisławskiego Państwa Stanowego. W 1780 roku właścicielem Ruptawy był Jerzy Mikołaj De Gotschalkowski, który założył kolonię Ruptawiec. W wyniku wojen śląskich Ruptawa znalazła się wraz z całą ziemią wodzisławską w Królestwie Pruskim.
Od 1818 r. wchodziła w skład powiatu rybnickiego na Górnym Śląsku, gdzie stanowiła gminę jednostkową. Topograficzny opis Górnego Śląska z 1865 roku notuje stosunki ludnościowe na terenie wsi – "Es sind in Ruptau 180 Haushaltungen mit 862 polnisch Sprechenden(...)." czyli w tłumaczeniu na język polski "W Ruptawie znajduje się 125 gospodarstw domowych z 862 mieszkańców mówiących po polsku(...)".
W II RP przynależała do województwa śląskiego i powiatu rybnickiego. W miejscowości stacjonowała wówczas placówka Straży Granicznej I linii „Ruptawa”.
Podczas II wojny światowej włączona do III Rzeszy (rejencja katowicka, powiat Rybnik). 23 lipca 1941 hitlerowcy znieśli gminę Ruptawa, włączając ją do gminy Jastrzemb, którą z kolei 1 października 1941, po zmianach terytorialnych, przekształcono w Ortspolizeibezirk Königsdorff.
Po wojnie Ruptawa weszła w skład województwa śląsko-dąbrowskiego. 1 grudnia 1945 formalnie (przez władze polskie) utraciła status gminy i została włączona do nowo utworzonej zbiorowej gminy Jastrzębie Zdrój.
W związku z reformą znoszącą gminy jesienią 1954 roku, Ruptawę (wraz z Cisówką) włączono do nowo utworzonej gromady Ruptawa. 13 listopada 1954 (z mocą obowiązująca wstecz od 1 października 1954) gromada ta weszła w skład nowo utworzonego powiatu wodzisławskiego w tymże województwie, gdzie ustalono dla niej 19 członków gromadzkiej rady narodowej. Gromada Ruptawa przetrwała do końca 1972 roku. 8 grudnia 1970 wieś Ruptawa liczyła 2047 mieszkańców.
W związku z kolejną reformą administracyjną kraju Ruptawa weszła w skład nowo utworzonej gminy Ruptawa w powiecie wodzisławskim w województwie katowickim, lecz już dwa i pół roku później, 27 maja 1975, została włączona w granice Jastrzębie-Zdrój.
W latach 1945–1974 w Ruptawie stacjonowała tu strażnica Wojsk Ochrony Pogranicza.

## Charakterystyka
Ruptawa położona jest ok. 3 kilometrów od centrum Jastrzębia-Zdroju przy drodze Jastrzębie-Zdrój – Cieszyn. Historycznie leży na Górnym Śląsku na ziemi wodzisławskiej, geograficznie zaś na Płaskowyżu Rybnickim.
Obszar sołectwa obejmuje dwie dawne wsie – Ruptawę i Cisówkę najdalej na południe. Graniczy z sołectwem Moszczenica na zachodzie, sołectwem Bzie na wschodzie, osiedlami Zdrój, Chrobrego, Tuwima, Gwarków i Pionierów na północy. Dodatkowo graniczy na południowym wschodzie z gminą Pawłowice powiatu pszczyńskiego (Pielgrzymowice), na południu z gminą Zebrzydowice powiatu cieszyńskiego (Zebrzydowice Górne i Dolne, Marklowice Górne), a na południowym zachodzie z Republiką Czeską.
Krajobraz Ruptawy ma wiejski charakter – zabudowania to domy jednorodzinne i budynki gospodarskie, ukształtowanie terenu jest pagórkowate z licznymi zagajnikami, lasami, potokami, stawami hodowlanymi, polami uprawnymi, pastwiskami i łąkami.
Miejsce rekreacji mieszkańców miasta – przez Ruptawę przebiegają szlaki piesze m.in. do Zebrzydowic oraz szlaki rowerowe w kierunku m.in. w Marklowic Górnych (a dalej – Czech) oraz Bzia Zameckiego, Strumienia, Kończyc Wielkich i Kończyc Małych.
Przy dobrej pogodzie z Ruptawy widoczna jest rozległa panorama Beskidów ze szczytami Czantorii Wielkiej, Równicy, Skrzycznego i Łysej Góry (Lysej Hory).
Z ważniejszych znajdujących się tu obiektów wymienić można murowany kościół parafialny wybudowany w 1949 r., w którym część wyposażenia (m.in. chrzcielnica) pochodzi z XVII-wiecznego drewnianego kościoła pw. św. Bartłomieja, przeniesionego stąd do pobliskich Kaczyc w 1972 (kościół Podwyższenia Krzyża Świętego w Kaczycach), budynek szkoły z 1885 r. oraz dwa kościoły ewangelickie – z 1912 r. i nowszy, zbudowany w latach 1988-1994.
Tuż obok kościoła rzymskokatolickiego znajduje się 400-letni dąb szypułkowy – pomnik przyrody.
Herb Ruptawy to muszla, nad którą umieszczone jest serce, z którego wyrastają pączki kwiatów, nad muszlą umieszczony jest krzyż.
W opisie Państwa Wodzisławskiego, do którego przez wieki należała Ruptawa, wodzisławski kronikarz Franz Henke podaje, że wieś miała w pieczęci: serce stojące na stateczku z dwoma kwiatami i krzyżem.

## Związki wyznaniowe
- Kościół Ewangelicko-Augsburski, kościół Jezusowy
- Kościół rzymskokatolicki, parafia pw. Niepokalanego Serca NMP
- Kościół Wolnych Chrześcijan
- Kościół Ewangelicznych Chrześcijan
- Sala Królestwa Zboru Świadków Jehowy

## Podział administracyjny – przysiółki

### Ruptawa
- Biadoszek
- Maryjowiec
- Pająkówka
- Ruptawiec